# هينريتش آدم
هينريتش آدم (بالألمانية: Heinrich Adam)‏ هو رسام ألماني، ولد في 1787 في نوردلينغن في ألمانيا، وتوفي في 1862 في ميونخ في ألمانيا.